# 東京ゲンジ物語
『東京ゲンジ物語』（とうきょうゲンジものがたり）は、天樹征丸による小説。電子書店パピレスより配信されたものを改稿し、2006年に講談社から単行本として刊行された。2011年には樹林伸名義で講談社文庫より文庫化されている。ジャンルはサイコミステリー。
後に尾崎南の作画によりコミカライズ化されている。「マンガボックス」にて、2014年14号から2015年17号まで不定期で連載。

## 物語概要
友人の死をきっかけに身近な人の死を高確率で経験するようになった少女、篝光（かがり ひかる）がカリスマ的なボーカリストの冬夜（とうや）とともに様々な事件に巻き込まれながら、やがては自分や親の過去を紐解いていく。

## 登場人物
篝 光（かがり ひかる）
主人公。無職の18歳の少女（コミカライズ版では青年）。光源氏をもとに「ゲンジ」と周囲から呼ばれる。両親を早くに失い、その遺産と保険金で生活している。小学生の頃に習っていたピアノが弾ける。
冬夜（とうや）
カリスマ的ボーカリストの美青年。初期は「ギヨチーヌ」というインディーズバンドのボーカルだったがある事件で解散。以降は一人で曲を出している。
泊 順一（とまり じゅんいち）
光の後輩。洞察力に優れた美少年。「ジュン」と呼ばれ、ゲイバーでバイトをしている。小説では中盤からの登場だが、コミカライズ版では序盤から登場している。
神崎 / 御名都 由菜（かんざき / みなと ゆな）
光の友達だった少女。小説では神崎姓だがコミカライズ版では御名都姓。聡明だが人の心に鈍感で光にも嫌がらせを何度も行っていた。ピアノも光以上の腕前だったが、数年前に何者かに殺害された。
マスター
光の後見人で、バー「collaboration」のマスター。光の父の友人。
間宮 倫子（まみや りんこ）
光の友人の女性。「リン」と呼ばれている。冬夜のファンで彼に思いを寄せている。
菱木 百合（ひしき ゆり)
光の友人の女性。スタイル抜群の美人。双子の姉の「薔薇」が殺人をしていると光に相談してくる。
空蝉 マリア（うつせみ マリア）
順一が付き合い始めた女性。16歳を自称するが実際はある事情により記憶が止まっている中年女性。小説とコミカライズ版では彼女の立場も迎える運命も上記以外は大きく異なる。
アゲハ
小説にのみ登場した光のメル友の女性。自分に対して悲観的で、彼氏に自分を殺すよう頼み、その通りになって死亡。
澪禅 都姫（れいぜん みやび）
コミカライズ版にのみ登場する、眼鏡をかけた変人刑事。光に興味を示している。
千秋 焚流（ちあき たける）
コミカライズ版にのみ登場する、飄々とした刑事。

## 書誌情報

### 小説
- 天樹征丸『東京ゲンジ物語』講談社〈単行本〉、2006年5月24日発売[1]、ISBN 4-06-213446-2
- 樹林伸『東京ゲンジ物語』講談社〈講談社文庫〉、2011年1月14日発売[2]、ISBN 978-4-06-276852-8

### 漫画
- 天樹征丸（原作）・尾崎南（作画）『東京ゲンジ物語』講談社〈講談社コミックス〉、既刊3巻（2015年3月9日現在） - 4巻と5巻は電子書籍のみの発売となっている。[要出典]
  1. 2014年8月8日発売[3]、ISBN 978-4-06-395156-1
  2. 2014年12月9日発売[5]、ISBN 978-4-06-395261-2
  3. 2015年3月9日発売[6]、ISBN 978-4-06-395337-4